# San Pablo (distrito de Bellavista)
San Pablo é um distrito do Peru, departamento de San Martín, localizada na província de Bellavista.

## Transporte
O distrito de San Pablo é servido pela seguinte rodovia:
- SM-102, que liga o distrito de San Martín à cidade de Bellavista[1][2][3]